# Centaurée scabieuse
Centaurea scabiosa
Espèce
Classification phylogénétique
La Centaurée scabieuse (Centaurea scabiosa) est une espèce de plante à fleurs de la famille des Asteraceae.
Elle est originaire d'Europe et d'Asie tempérée.

## Description

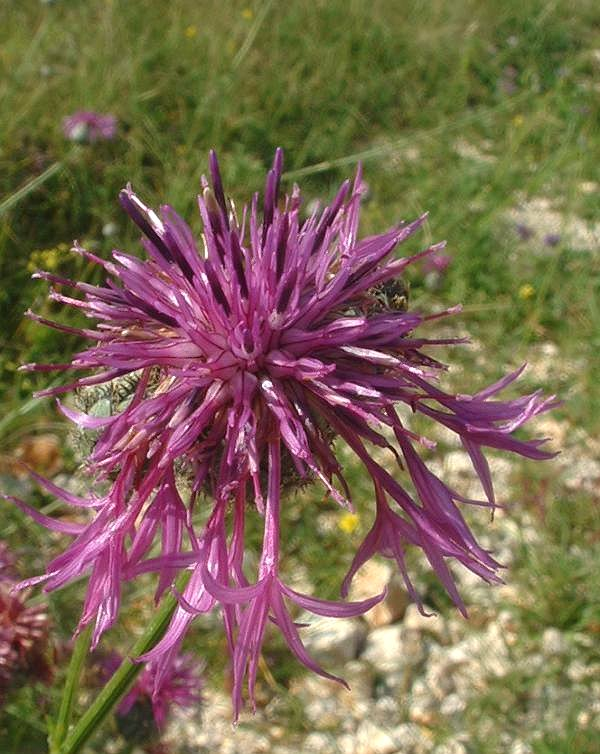
Fleurons.

C'est une plante herbacée vivace assez grande, aux tiges érigées, ramifiées aux extrémités, aux feuilles basales pétiolées entières, aux supérieures pennatilobées, aux capitules pourpres entourés de bractées vertes à bordure poilue noire en fer à cheval. Il existe des formes blanches (forme albiflore).

## Caractéristiques
- Organes reproducteurs :
  - Type d'inflorescence : cyme de capitules
  - Répartition des sexes : hermaphrodite
  - Type de pollinisation : entomogame, autogame
  - Période de floraison : juillet à août
- Graine :
  - Type de fruit : akène
  - Mode de dissémination : anémochore
- Habitat et répartition :
  - Habitat type : pelouses basophiles médioeuropéennes
  - Aire de répartition : eurasiatique

Données d'après : Julve, Ph., 1998 ff. - Baseflor. Index botanique, écologique et chorologique de la flore de France. Version : 23 avril 2004. 

## Utilisations et vertus
La Centaurée scabieuse a des propriétés essentiellement digestives et stomachiques (qui facilite la digestion). Cette plante est également astringente (cicatrisant), calmante et diurétique. Dans l'ancien temps, elle aurait servi de remède contre la gale.